# Petit Papa Noël (chanson)
Pour les articles homonymes, voir Petit Papa Noël.
Petit Papa Noël, chanson dont l'origine remonte à 1944 et que de nombreux interprètes à travers le monde ont reprise, est le plus grand succès de Tino Rossi et demeure, depuis 1946, le single le plus vendu en France.

## Historique
La chanson, avec le même titre, la même musique, mais des paroles différentes, est chantée par Xavier Lermercier, dans une revue créée par le producteur et auteur Émile Audiffred intitulée Ça reviendra, qu'il donne à l'Odéon de Marseille en 1944. Les paroles évoquent la prière d'un enfant demandant au père Noël le retour de son papa, prisonnier de guerre en Allemagne. La musique est signée du pianiste et compositeur Henri Martinet. Les revues d'Émile Audiffred Ça reviendra ! et Éclats de rire ! finiront sous la pression allemande par être censurées.
En 1946, après la défection d'un groupe de chanteurs noirs nord-américains avec lequel il devait chanter un gospel pour les besoins d'un film, Tino Rossi cherche un chant de Noël français : il adopte Petit Papa Noël dès les premières notes jouées par le compositeur à la demande d'Émile Audiffred, également impresario de Tino Rossi. Raymond Vincy réécrit les paroles en effaçant toute allusion à la guerre. La nouvelle version, orchestrée par Raymond Legrand, est interprétée pour la première fois en 1946 par Tino Rossi dans deux scènes, dont celle finale du film Destins de Richard Pottier, dans le scénario duquel elle est appelée « la berceuse ».
Seul cantique laïc français, la chanson est très rapidement plébiscitée, notamment parce qu'elle répond aux instructions gouvernementales du ministre Marcel-Edmond Naegelen, qui veut supprimer les chants religieux promus par le régime de Vichy,.

## Interprétations
Tino Rossi, qui demeure son emblématique interprète, détient avec ce titre le record du single le plus vendu en France, avec des ventes estimées de 5,7 millions d'exemplaires jusqu'en 2018,.
De multiples artistes l'ont également interprétée, notamment Dalida, Mireille Mathieu, Nana Mouskouri, Claude François, Michèle Torr, Jack Lantier, Trust, Chantal Goya, Dorothée, Bonne nuit les petits, Henri Dès, Fernand Gignac, Céline Dion, Roch Voisine, Josh Groban, Roberto Alagna, Mary J. Blige, les Chœurs de l'Armée rouge, les Chœurs d'enfants du Bolchoï, Coumba Gawlo (en franco-sénégalais), Karine et Rebecca, Pinocchio, Gloria (Kids United), Didier Super, Nicole Martin, Marie Michèle Desrosiers, Florent Marchet, Helmut Fritz, Aldebert, Djiboudjep.